# Simone Altenried
Simone Altenried (* 2. April 1971 in Offenburg) ist eine deutsche Textdichterin.

## Leben
Nach der mittleren Reife an der Theodor-Heuss-Realschule in Offenburg absolvierte Simone Altenried eine Ausbildung im Handel. 1997 lernte sie den Musiker, Komponisten und Produzenten Uwe Altenried kennen, den sie 2001 heiratete. Simone Altenried hat drei Kinder.

## Musikalisches Schaffen
Die ersten Veröffentlichungen von Songs mit ihren Texten erzielte Simone Altenried mit den Klostertalern.
Seitdem schrieb sie Songtexte, unter anderem für folgende Interpreten:
Anna-Maria Zimmermann, Anna-Carina Woitschack, Christin Stark, die bärigen Tiroler, die Grubertaler, die jungen Zellberger, die jungen Zillertaler, die Lauser, die Paldauer, Edlseer, Eva Maria Marold, Florian und Belsy, Geri der Klostertaler, Jonathan Zelter, Klostertaler, Linda Fäh, Marco Ventre, Marianne und Michael, Marianne Cathomen, Monika Martin, Michelle Ryser, Mark Lorenz, Norman Langen, Oliver Haidt, Schürzenjäger, Tommy Fischer, Vincent & Fernando, Vincent Gross, Zillertaler Haderlumpen.
Simone Altenried arbeitet mit verschiedenen Komponisten u. a. Hannes Marold, Helmut Hirner, André Franke, Monika Martin, Petra Bonmassar und Uwe Altenried.
Mit ihrer Familie lebt sie in einem Vorort von Offenburg, wo sie mit ihrem Mann das Tonstudio Liederfabrik betreibt.
Seit 2010 gehört Simone Altenried der Celler Schule an.

## Preise und Auszeichnungen
- 2016 Song des Jahres beim Deutschmusik Song Contest für den Titel Superfrau (die bärigen Tiroler)[2]
- Gold in Österreich für ihre Beteiligung an den Alben Foahr'n ma über'n See der Gruppe Die Edlseer (2015) und Unendlich wie die Sterne des Duos Rita und Andreas (2017).[3]